# Cilicium

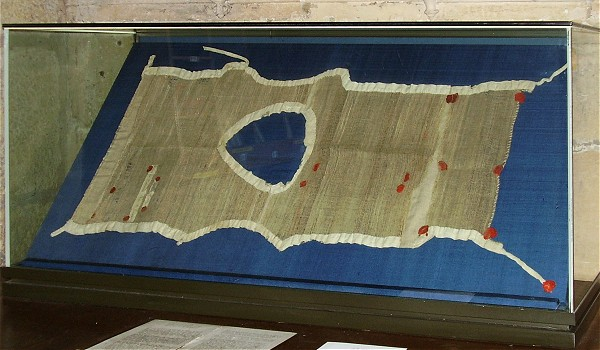
Reliquie des Büßerhemds des hl. Ludwig in Saint Aspais in Melum

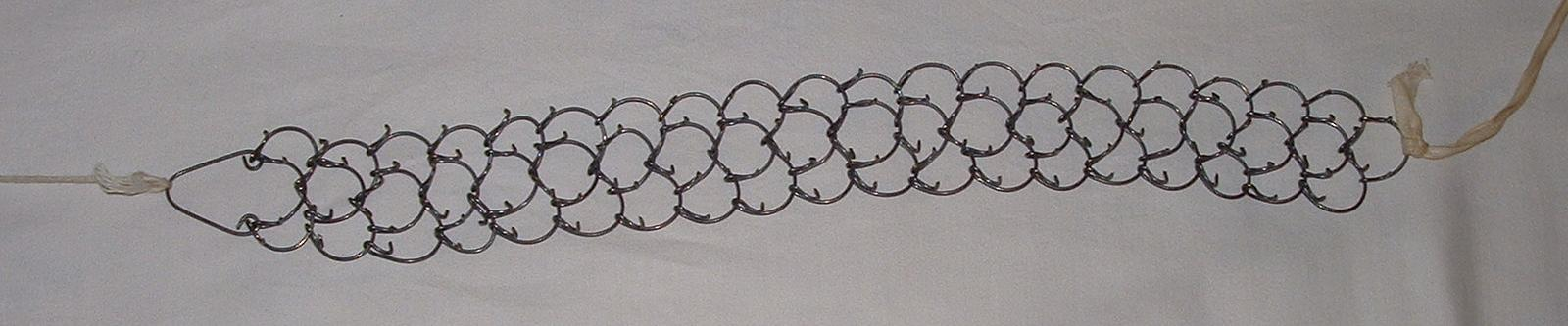
Bußgürtel

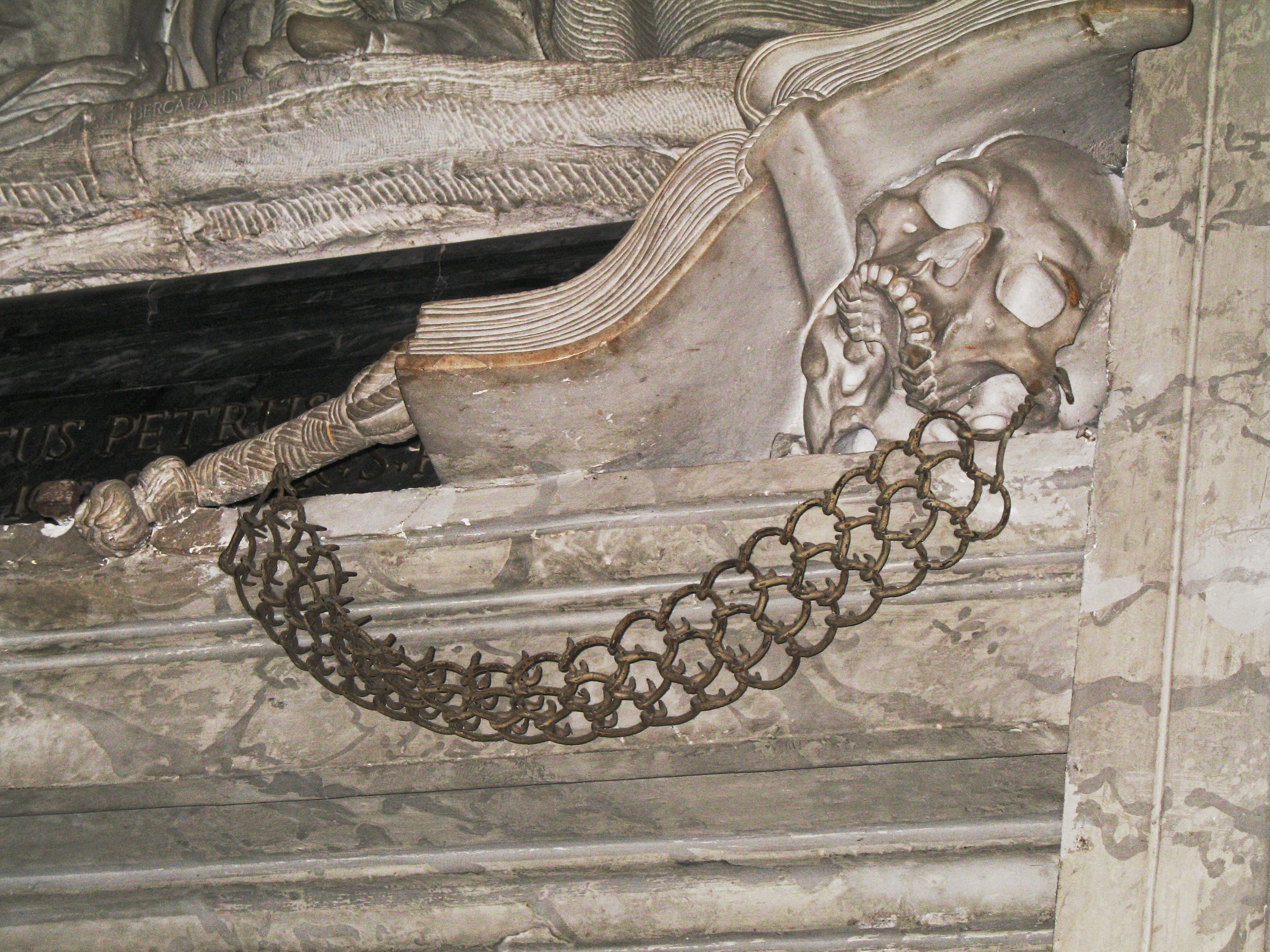
Bußgürtel am Fuß einer Statue des hl. Petrus von Alcantara im Petersdom

Cilicium ist die Bezeichnung für einen groben Stoff oder ein Hemd aus Ziegenhaar oder Ähnlichem, das aus asketischen Gründen oder zur Buße unter der Kleidung direkt auf der Haut getragen wurde. Der Name leitet sich von der Herkunftsregion Kilikien in Anatolien ab. Dort wurden aus Ziegenhaar Zelte und Planen hergestellt, aber auch Kleidungsstücke. 
Die erste nachweisliche Verwendung in der Schrift findet sich in der Vulgata in Psalm 35 (34): Ego autem, cum mihi molesti essent, induebar cilicio (Ps 34,13 : „Ich aber zog ein Bußkleid an, als sie mir lästig wurden …...“). In den Büchern der Könige wird von König Ahab und Ben-Hadad, dem König von Aram, berichtet, dass sie ein Bußgewand auf der bloßen Haut trugen (1 Kön 21,27 , 2 Kön 6,30 ). Von dem hebräischen Wort שק (saq) und dessen lateinischer Übersetzung saccus leitet sich die Redewendung „In Sack und Asche gehen“ ab.
Im Neuen Testament trägt Johannes der Täufer ein Büßerhemd aus Kamelhaaren (Mk 1,6 ). Ab dem 4. Jahrhundert trugen kirchliche Büßer ein Cilicium, das zumeist aus Rosshaaren, Schweineborsten, aber auch anderen Stoffen bestand, deren Haare sich, direkt auf der Haut getragen, unangenehm anfühlen.
Im Laufe der Zeit wurde das Cilicium als härenes Bußkleid von Heiligen und Ordensleuten als Zeichen der Demut und Bußgesinnung beständig unter dem Habit getragen, zuweilen auch von Laien, weltlichen und kirchlichen Würdenträgern, unter ihnen die hll. Thomas Becket, Patrick, Karl, Franziskus von Assisi, Therese von Lisieux, Pater Pio, Mutter Teresa und Paul VI.; Heinrich IV. trug auf seinem Gang nach Canossa ein härenes Hemd. 
Bis zu den Reformen in der Folge der Konstitution Perfectae caritatis über die zeitgemäße Erneuerung des Ordenslebens trugen die Kartäuser unter ihrem Gewand auf Brust und Rücken ein Büßerhemd aus Ross- und Ziegenhaaren. Mittlerweile ist das Tragen eines Ciliciums in den meisten Gemeinschaften nicht mehr für alle Mitglieder üblich, wiewohl sich über das Ausmaß des tatsächlichen Gebrauchs kaum etwas sagen lässt, da es sich um Unterkleidung handelt. Einige Konvente der Unbeschuhten Karmelitinnen, die Konzeptionisten und Konzeptionistinnen sowie die Numerarier des Opus Dei verwenden es weiterhin, letztere in Form eines metallenen Bußgürtels, der um den Oberschenkel gelegt und stundenweise getragen wird, wobei er starke Schmerzen verursacht.